# Phesates
Phesates is een kevergeslacht uit de familie van de boktorren (Cerambycidae). De wetenschappelijke naam van het geslacht werd voor het eerst geldig gepubliceerd in 1865 door Pascoe.

## Soorten
Phesates omvat de volgende soorten:
- Phesates ferrugatus Pascoe, 1865
- Phesates uniformis Breuning, 1938